# Băleni (gmina w okręgu Gałacz)
Băleni – gmina w Rumunii, w okręgu Gałacz. Obejmuje tylko jedną miejscowość Băleni. W 2011 roku liczyła 2332 mieszkańców. 